# إيفا ميناسه
إيفا ميناسه Eva Menasse (ولدت في فيينا في عام 1970) هي أديبة وصحفية نمساوية. وهي الأخت غير الشقيقة للأديب روبرت ميناسه.

## حياتها
درست إيفا اللغة الألمانية وآدابها والفلسفة، وعملت محررة في مجلة بروفيل Profil الإخبارية في فيينا، ثم محررة في الركن الأدبي في صحيفة Frankfurter Allgemeinen Zeitung.
نشرت كتابها الأول في عام 2000 في دار نشر زيدلر Siedler-Verlag, وهو كتاب بعنوان «الهولوكوست أمام المحاكمة», وقد جمعت فيه تقريراتها الصحفية حول محاكمة المؤرخ البريطاني ديفيد إيرفينج David Irving, بتهمة إنكاره لحدوث المحرقة اليهودية، وقد عقدت المحاكمة في لندن في أبريل 2000.
وفي عام 2005 نشرت روايتها الأولى بعنوان «فيينا» Vienna. وتحكي فيه من خلال قصص وحكايات عديدة عن أقاربها المسيحيين واليهود، ويشبه أسلوب الرواية أسلوب الأديب فريدريش توربرج في روايته «الخالة يوليش» Tante Jolesch. وقد نشرت أجزاء منها في صحيفة Frankfurter Allgemeinen Zeitung, قبل نشرها كاملة. وقد لقيت الرواية نجاحا مدويا في ألمانيا والنمسا، ومع أنها لقيت نقدا مشجعا من النقاد الألمان، إلا أنها لقيت من النقاد النمساويين نقدا لاذعا.
واحتلت الرواية في خريف 2005 مرتبة متقدمة في قائمة الكتب الأكثر مبيعا. وفي أبريل 2005 كانت الكتاب الأكثر مبيعا على قائمة الـ ORF للكتب الأكثر مبيعا في ألمانيا. وحصلت إيفا عن هذه الرواية على جائزة رولف هاينه للعمل الأول لعام 2005. وترجمت الرواية إلى لغات عدة منها: الهولندية والإسبانية والإيطالية واليونانية والصينية والعبرية.
وتقيم إيفا ميناسه منذ عام 2003 في برلين.

## من أعمالها
- آخر أميرة خرافية 1997 (بالاشتراك مع إليزابت وروبرت ميناسه)
- الهولوكوست أمام المحاكمة 2000
- فيينا 2005

## روابط خارجية
- إيفا ميناسه على موقع IMDb (الإنجليزية)
- إيفا ميناسه على موقع مونزينجر (الألمانية)